# Список умерших в 1213 году
В этой статье представлен список известных людей, умерших в 1213 году.
См. также: Категория:Умершие в 1213 году

## Январь
- 18 января — Вальтер фон Вац[нем.] — епископ Гурка (1200—1213)

## Февраль
- 22 февраля — Гилберт-Мартин де Жамбац[фр.] — средневековый жизнеописатель святых и литератор.

## Апрель
- 12 апреля — Ги де Туар — герцог Бретани, муж герцогини Бретани Констанции, опекун Бретани (1203—1206)
- 18 апреля — Мария де Монпелье — сеньора Монпелье (1204—1213), королева-консорт Арагона (1204—1213), жена Педро II

## Май
- 24 мая — Вада Ёсимори[англ.] — японский военный командир, гокэнин сёгуната Камакура, первый бэтто Самурай-докоро

## Июнь
- 7 июня — Лютхольд фон Арбург[нем.] — епископ Базеля (1192—1213)
- 14 июня — Джованни деи Конти ди Сеньи — кардинал-племянник Санта-Мария-ин-Космедин (1200—1213), Канцлер Римско-католической церкви (1205—1213)
- 19 июня или 21 июня — Элеонора де Вермандуа — последняя суверенная графиня Вермандуа и графиня Валуа (1182—1213)
- 23 июня — Мария Оньесская[англ.] — бегинка, святая римско-католической церкви[1].

## Август
- 26 августа — Канджон (61) — правитель Корё (1211—1213)

## Сентябрь
- 5 сентября — Конрад Кучерявый — силезский княжич, герой народных легенд.
- 11 сентября — Ваньянь Юнцзи, седьмой император чжурчжэньской империи Цзинь (1208—1213).
- 12 сентября — Педро II Католик — король Арагона и граф Барселоны (1196—1213), сеньор Монпелье (1204—1213), убит в битве при Мюре
- 18 сентября — Бернард Папиенсис[англ.] — епископ Падуи (1196—1213), юрист
- 28 сентября — Гертруда Меранская (28) — королева-консорт Венгрии (1205—1213), жена Андраша II, убита.

## Октябрь
- 2 октября — Джеффри Фиц-Петер — граф Эссекс (1199—1213), юстициарий Англии (1198—1213).
- 10 октября — Ферри II — герцог Лотарингии (1206—1213)

## Декабрь
- 12 декабря — Вильгельм — герцог Люнебурга (1202—1213)
- 17 декабря — Жан де Мата (63) — святой римско-католической церкви, сооснователь ордена тринитариев.
- 21 декабря — Бертран I де Шалансон[фр.] — епископ Ле-Пюи-ан-Веле (1198—1213)

## Дата неизвестна или требует уточнения
- Амори VI де Монфор — граф Эврё (1182—1195), граф Глостер (1200—1210)
- Арсений — первый епископ Муромский и Рязанский (1198—1213)
- Ат-Туси, Шараф ад-Дин — среднеазиатский математик и астроном.
- Баха ад-Дин Сам III, султан Гуридской империи (1212—1213).
- Вардан I Дадиани, грузинский дворянин.
- Джонсон, Карл[англ.] — исландский поэт и писатель
- Довгерд — князь литовский (?—1213). Умер в заточении у немецких рыцарей.
- Елюй Чжулху, император и гурхан каракитайского ханства, последний из киданьских правителей этого государства.
- Ибн Хубал[англ.] — арабский врач и учёный
- Кристина Норвежская — королева-консорт Норвегии (1209—1213), жена Филиппа Симонсона
- Югэт де Матаплана[англ.] — каталонский дворянин и трубадур
- Мухаммед ан-Насир — халиф из династии Альмохадов (1199—1213)
- Мхитар Гош — армянский мыслитель, литературный и общественный деятель, богослов и священник.
- Отаго II — царь Абхазии (1184—1213)
- Петер Уэйкфилдский[англ.] — английский отшельник, казненный королём Джоном за предсказывание, что корона Джона будет передана другому.
- Раймонд де Пуатье, бальи Антиохии, старший сын и наследник Боэмунда IV.
- Роже — кардинал-дьякон Santa Maria in Domnica, кардинал-священник Sainte-Anastasie (1202—1213), папский легат
- Тайра но Токуко[англ.] — императрица-консорт Японии (1172—1180), жена Императора Такакуры
- Тамара Великая — Царица Грузии (1184—1213)
- Томас Фиц-Морис Фиц-Джеральд[англ.] — основатель ветви Фицджеральдов из Десмонда, баронов (с 1329 года графов) Десмонда;
- Эйрик Иварссон[нем.] — архиепископ Нидароса (Норвегии) (1188—1205)